# Chapel Arm
Chapel Arm är en ort i Kanada.   Den ligger i provinsen Newfoundland och Labrador, i den östra delen av landet, 1 700 km öster om huvudstaden Ottawa. Chapel Arm ligger 32 meter över havet och antalet invånare är 451.
Terrängen runt Chapel Arm är platt. Havet är nära Chapel Arm åt nordost.Runt Chapel Arm är det mycket glesbefolkat, med 4 invånare per kvadratkilometer.. Närmaste större samhälle är New Harbour, 12,7 km nordost om Chapel Arm. 
I omgivningarna runt Chapel Arm växer i huvudsak blandskog.